# Greenwich kerület
Greenwich (teljes nevén: Royal Borough of Greenwich, magyarul: Greenwich Királyi Kerülete) London keleti részén fekvő kerület.
Greenwich a 2012-es londoni olimpiának helyet adó öt kerület egyike. Itt rendezik meg a Royal Artillery Barracksban a lövészetet, a Greenwich Parkban a lovas sportokat és a Millennium Dome-ban a tornát; kosárlabdát).

## Története
A kerületet 1965-ben a következő önkormányzati kerületek összevonásával hozták létre: Greenwich Önkormányzati Kerület Woolwich Önkormányzati Kerület nagy része (a folyótól északra fekvő North Woolwich kivételével, ami Newham része lett. A kerület létrehozásakor lehetséges elnevezéseként felmerült a Charlton név is.

## Népessége
A kerület népessége a korábbiakban az alábbi módon alakult:
| Lakosok száma | 255 500 | 260 100 | 274 800 | 286 186 | 291 080 |
|               | 2011    | 2012    | 2015    | 2018    | 2022    |

## Körzetei
A következő területek tartoznak hozzá::
- Abbey Wood,
- Blackheath (meg van osztva Lewisham Greenwich között),
- Charlton,
- Eltham,
- Greenwich,
- Kidbrooke,
- Plumstead,
- Shooter's Hill,
- Thamesmead (meg van osztva Bexley és Greenwich között),
- Woolwich.

A kerülethez tartozik még Deptford, Lee és Mottingham egyes részei, valamint Chislehurst, Sidcup és Lewisham. Kisebb részei

## Közlekedés
A kerületben a következő vasútállomások találhatók:
- Abbey Wood railway állomás
- Charlton vasútállomás
- Eltham vasútállomás
- Greenwich vasútállomás
- Kidbrooke vasútállomás
- Maze Hill vasútállomás
- Mottingham vasútállomás
- New Eltham vasútállomás
- Plumstead vasútállomás
- Westcombe Park vasútállomás
- Woolwich Arsenal vasútállomás
- Woolwich Dockyard vasútállomás

Valamint a következő metró- és Docklands Light Railway állomások:
- Cutty Sark DLR állomás
- Deptford Bridge DLR állomás
- Elverson Road DLR állomás
- Greenwich vasútállomás
- North Greenwich metróállomás

## A greenwichi képviselő testület
A kerület 17 helyi önkormányzati választási körzetre oszlik, és mindegyik körzetben három képviselőt választanak. Legutóbb 2022-ben tartottak választást. 

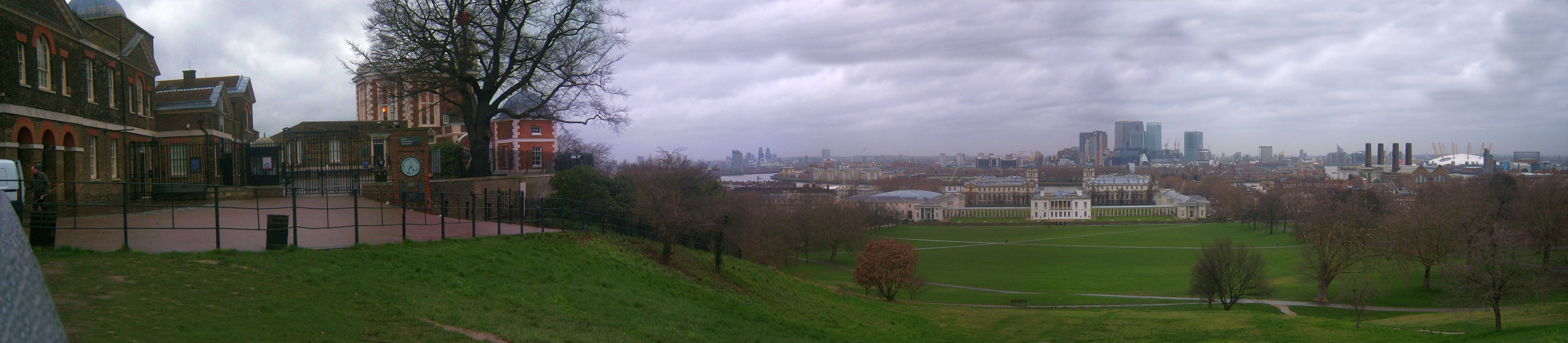
Greenwich parki panoráma: balról jobbra a haladva: a Királyi csillagvizsgáló, a Nemzeti Tengerészeti Múzeum, a Greenwichi hőerőmű és a Millennium Dome

| Év   | Adminisztráció | Adminisztráció | Munkáspárt | Konzervatív | LiberálisDemokraták | SDP |
| ---- | -------------- | -------------- | ---------- | ----------- | ------------------- | --- |
| 1964 |                | Munkáspárt     | 49         | 11          | -                   | -   |
| 1968 |                | Konzervatív    | 22         | 38          | -                   | -   |
| 1971 |                | Munkáspárt     | 55         | 5           | -                   | -   |
| 1974 |                | Munkáspárt     | 52         | 8           | -                   | -   |
| 1978 |                | Munkáspárt     | 45         | 17          | -                   | -   |
| 1982 |                | Munkáspárt     | 43         | 16          | 3                   | -   |
| 1986 |                | Munkáspárt     | 44         | 12          | 6                   | -   |
| 1990 |                | Munkáspárt     | 44         | 12          | 2                   | 4   |
| 1994 |                | Munkáspárt     | 47         | 8           | 3                   | 4   |
| 1998 |                | Munkáspárt     | 52         | 8           | 2                   | -   |
| 2002 |                | Munkáspárt     | 38         | 9           | 4                   | -   |
| 2006 |                | Munkáspárt     | 36         | 13          | 2                   | -   |
| 2010 |                | Munkáspárt     | 40         | 11          | -                   | -   |
| 2014 |                | Munkáspárt     | 43         | 8           | -                   | -   |
| 2018 |                | Munkáspárt     | 42         | 9           | -                   | -   |
| 2022 |                | Munkáspárt     | 52         | 3           | -                   | -   |